# Jean Richaud
Jean Richaud (Burdeos, 1 de octubre de 1633-Pondicherry, 2 de abril de 1693) fue un sacerdote jesuita francés, misionero y astrónomo. Es conocido por haber realizado, el 16 de diciembre de 1689, la primera observación con telescopio en la India y haber descubierto la binariedad de Alfa Centauri.

## Vida
Ingresó en el noviciado jesuita del Priorato de Saint-Macaire (Gironda) el 26 de octubre de 1648. Estudió filosofía en el colegio real de Pau (1650-1653), años durante los cuales adquirió conocimientos de lógica, física y metafísica, seguido por seis años de regencia en Burdeos, Angulema (1653-1657), La Rochelle (1657-1658) y Fontenay-le-Comte (1658-1659).
Estudió teología como preparación al sacerdocio (1659-1663), que probablemente recibió durante el verano de 1662 en el colegio real de Sainte-Marthe en Poitiers (1659-1663).
Hecha la Tercera probación en Pau, enseñó filosofía en Tulle (1666-1668) y luego en Pau donde enseñó filosofía, matemáticas (1668-1680) y más tarde teología (1680-1682). Richaud enseñó matemáticas y filosofía en el colegio de Pau durante unos diez años. Allí observó el eclipse solar del 12 de julio de 1684 y el cometa de 1686 (7-15 de septiembre).
En reconocimiento a su buena labor, fue uno de los elegidos por el confesor de Luis XIV para partir hacia Siam como parte de la misión diplomática por invitación de Narai, rey de Siam. Antes de embarcar, Luis XIV honró a los catorce jesuitas elegidos  emitiendo certificados que los acreditaban como "matemáticos del rey de Francia".
Antes de partir, realizó cinco meses de formación en la Real Academia de Ciencias para perfeccionar sus habilidades, particularmente en observación astronómica, navegación y estudios geográficos.
Junto con los otros trece jesuitas, el padre Richaud zarpó hacia Siam (Tailandia) el 1 de marzo de 1687.
 Durante el viaje, llevó a cabo una intensa actividad científica: observaciones del cielo austral, estrellas dobles, el resplandor zodiacal, manchas negras en el cielo austral y del eclipse total de Sol en el Golfo de Guinea (11 de mayo de 1687); estudio de la declinación de la brújula desde el Cabo de Buena Esperanza hasta Batavia; cálculo de la longitud del estrecho de Sonda. 
Sobre el eclipse de 1687 anotó en su diario: 

«El eclipse de Sol se nos apareció el día once de Mayo cuando estábamos aproximadamente a la altura de 23° S. y a 357° de longitud, contando el meridiano principal desde la Isla de Hierro. La salida fue a las 8 de la mañana y tuvo una duración de 58 minutos. El punto medio fue a las 10 y el final a las 11. El cuerpo del Sol parecía estar cubierto con cinco dedos y, aunque la latitud de la Luna era entonces realmente meridional, la latitud aparente era boreal; Entonces la Luna eclipsó la parte más baja del Sol. Quise utilizar un telescopio de 2 pies con una cartulina blanca, formando un ángulo recto con la longitud del telescopio extendido para recibir la imagen del eclipse pero el continuo movimiento de la nave no me permitió tomar de otra manera que a ojo la cantidad antes mencionada del eclipse. Esto es lo que pensé que debía decir acerca de esta observación, que, además de satisfacer la curiosidad de los embajadores siameses y poder serles útil para desengañarlos de las groseras fábulas con que son obstinados en este punto, sirvió para confirmar a los pilotos en la estimación que tenían de su longitud, que se encontró verdadera y muy justa a nuestra llegada al Cabo de Buena Esperanza».

Llegaron a Siam el 19 de octubre de 1687, residiendo durante algún tiempo en Louvo y Bangkok. Allí, los jesuitas se encargaron de registrar la salida y la puesta de las estrellas, con el objetivo de elaborar horóscopos muy precisos. El padre Richaud continuó sus observaciones astronómicas y, junto con sus colegas, incluso instaló un observatorio en Louve con un telescopio de 12 pies. El rey de Siam les ayudó mucho al proporcionarles los instrumentos necesarios. Sin embargo, en 1688 estalló una revolución palaciega y los sacerdotes jesuitas tuvieron que marcharse a toda prisa.
Desde Siam, el padre Richaud y algunos de sus colegas llegaron a Pondicherry el 17 de febrero de 1689. En una de las cartas escritas por el padre Richaud desde Pondicherry, fechada el 21 de agosto de 1690 y conservada en los archivos de los jesuitas en París, dice: "No somos más que tres de todos los que llegaron de Siam". El padre Richaud no perdió tiempo en proseguir con sus intereses astronómicos en Pondicherry. Inmediatamente después de su desembarco allí, continuó su trabajo con la ayuda del telescopio de 12 pies que parece haber traído desde Siam. Fue probablemente el primero en la India que realizó observaciones astronómicas con dicho instrumento.
Desde Pondicherry observó la luz zodíaca y el cometa de diciembre de 1689 y descubrió las nubes oscuras de la Vía Láctea. Se considera que el padre Richaud fue el primer astrónomo que observó el cometa en diciembre de 1689. Comenzó sus observaciones el 8 de diciembre y ofrece un relato detallado de sus observaciones del 8 al 21 de diciembre, que se recoge en las Memorias de la Real Academia de Ciencias de París. La observación del cometa le permitió descubrir la estrella doble Centauri. En realidad, descubrió dos estrellas dobles, una Centauri y una Crucis. (La naturaleza binaria de α Crucis ya había sido observada  por su compañero jesuita Jean de Fontaney, en el Cabo de Buena Esperanza, cuatro años antes).
En palabras de Richaud: 

"En varias ocasiones, mientras miraba el cometa a través del telescopio de 12 pies, noté a los pies de Centauro una estrella más oriental y brillante, que era una estrella doble, similar a la que estaba a los pies de Crusade; la diferencia era que en Crusade, al mirar a través del telescopio, una estrella parecía particularmente alejada de la otra, mientras que a los pies de Centauro, las dos estrellas parecían prácticamente tocarse, aunque se podían distinguir fácilmente".

Asimismo, calculó que las coordenadas geográficas de Pondicherry eran 11°53'N; 80°20'E con un error de sólo unos minutos, y corrigió la latitud de San Thome. En unión con sus colegas jesuitas, dibujó los mapas que mostraban la ruta del viaje que realizaron.
El padre Jean Richaud murió en Pondicherry (India) el 2 de abril de 1693.